# Aubonne (Fluss)
Die Aubonne ist ein rund 12 km langer Zufluss des Genfersees im Kanton Waadt der Schweiz. Sie entwässert einen Abschnitt der westlichen Randzone des Waadtländer Mittellandes und des angrenzenden Juras und gehört zum Einzugsbereich der Rhone. Die Fläche des Einzugsgebietes der Aubonne beträgt 96,3 km². Die erste urkundliche Erwähnung des Gewässers ist in einem Dokument aus dem Jahr 1005 unter dem Namen Albunna überliefert.
Der Oberlauf der Aubonne liegt im Parc naturel régional Jura vaudois und sein Delta am Genfersee ist als Landschaft von nationaler Bedeutung ausgewiesen.

## Geographie

### Verlauf
Die Quelle der Aubonne liegt bei Bière auf rund 680 m ü. M. in einer Talniederung am Jurasüdfuss. Die Karstquelle wird durch Niederschlagswasser gespeist, das auf den Höhen des Juras im verkarsteten Untergrund versickert. Deswegen ist das effektive (unterirdische) Flusseinzugsgebiet wesentlich grösser als gemäss den Oberflächenstrukturen zu sehen ist. Berechnungen auf der Basis von Jahresniederschlag und Abfluss weisen auf ein Einzugsgebiet hin, dessen Grösse mehr als 210 km² beträgt. Es wäre damit mehr als doppelt so gross wie das von der Topographie vorgezeichnete Gebiet.
Nach der Quelle fliesst die Aubonne zunächst ostwärts, tieft sich rasch in das Plateau am Jurafuss ein und biegt dann nach Süden ab. Nach rund drei Kilometer Wegstrecke mündet von rechts der Toleure, der ebenfalls tief in das Plateau eingeschnitten ist und im Allgemeinen mehr Wasser führt als die Aubonne. Auch der Toleure entspringt als Karstquelle am Jurafuss und bezieht Wasser von jenseits des Kamms der ersten Jurakette. Ein bedeutender Seitenbach des Toleure ist die Saubrette, die bei Saint-George entspringt und das längste oberirdische Fliessgewässer im System der Aubonne bildet.
Unterhalb dieses Zusammenflusses wendet sich die Aubonne nach Südosten, wobei sie in einem bis zu 150 Meter tiefen Erosionstal die umgebenden Höhen des Jurafussplateaus durchbricht. In diesem Tal liegt das Arboretum von Aubonne, wo zahlreiche Baumarten gepflegt werden. Mit konstantem Gefälle von rund drei Prozent fliesst die Aubonne in Richtung Genfersee und erreicht beim Städtchen Aubonne die Niederung des Genferseebeckens. Das Bachbett befindet sich in einem Tal, das in den Molasseuntergrund und Moränen eingeschnitten ist und an dessen Hänge Reben gepflanzt sind. Südlich von Aubonne mündet der Fluss bei Allaman in den Genfersee, wo er im Lauf der Zeit einen rund einen Kilometer breiten Schwemmkegel in den See vorgeschoben hat. Die Landschaft an der Flussmündung ist ein Naturschutzgebiet und unter der Bezeichnung «Chanivaz – Delta de l’Aubonne» ein BLN-Areal.
Neben dem Toleure sind die Sandoleyre und die Malarmary als Seitenbäche erwähnenswert. Die mittlere Abflussmenge an der Mündung beträgt etwa 5,8 m³/s. Die Aubonne hat auf weiten Strecken ein im natürlichen Zustand gebliebenes Flussbett.

### Zuflüsse

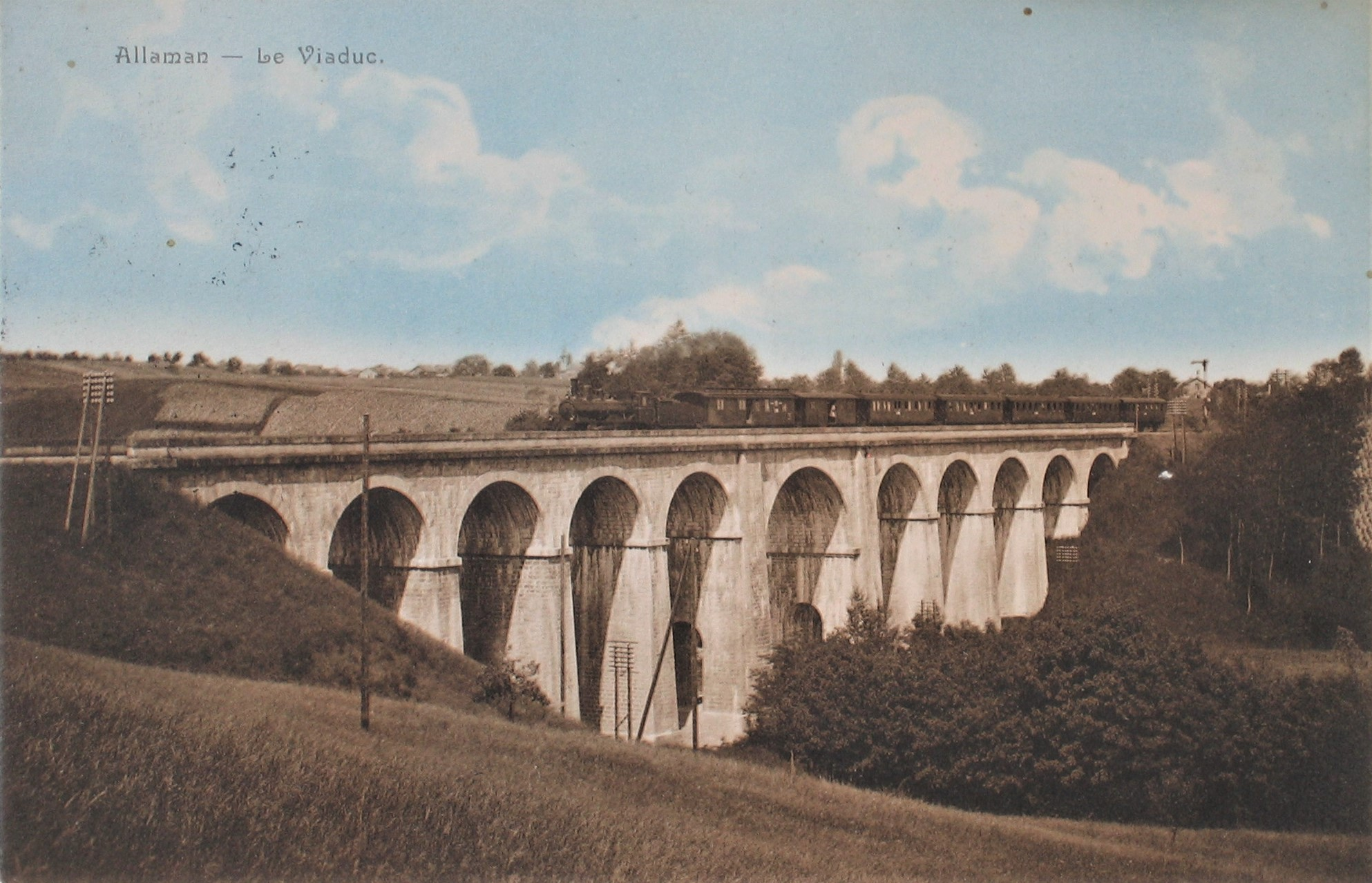
Eisenbahnviadukt Aubonne

- Ruisseau de la Fagne (links)
- Toleure (rechts)
- Sandoleyre (rechts)
- Malarmary (rechts)
- Chaumière (links)
- Flumau (links)

## Brücken
Die Aubonne wird von zahlreichen Strassenbrücken und zwei Eisenbahnbrücken überspannt. Beispiele sind der Aubonne-Viadukt und der Eisenbahnviadukt Aubonne.

## Nutzung
An verschiedenen Orten wurde die Wasserkraft der Aubonne früher für den Betrieb von Mühlen und Sägereien genutzt. Unterhalb der Mündung des Toleure ist die Aubonne bei Les Vaux zu einem kleinen See aufgestaut (53'500 m³ Wasserinhalt). Das Wasserkraftwerk der Société électrique des forces de l'Aubonne (SEFA) befindet sich bei Aubonne. Der Fluss liefert die Antriebskraft für die Pulvermühle Aubonne.